# Подопечная территория Тихоокеанские острова
Подопечная территория Тихоокеанские острова — в прошлом подопечная территория ООН в Микронезии, находившаяся под управлением США с 18 июля 1947 года и включавшая Южнотихоокеанскую мандатную территорию Лиги Наций, находившуюся под управлением Японии до 1944 года. Административным центром сначала был город Гонолулу, затем Гуам и в конце концов — Сайпан. В административном отношении территория делилась на 6 округов: Маршалловы острова, Понапе, Трук, Марианские острова, Яп и Палау. Впоследствии к этому списку присоединился Косраэ.
Подопечная территория Тихоокеанские острова — единственная из территорий в системе опеки ООН, которая в договоре об опеке была определена как стратегическая зона ("strategic area"). Согласно статьям 82, 83 Устава ООН предусматривается, что любые изменения условий соглашения об опеке такой территории, в том числе прекращение опеки, могут осуществляться только Советом Безопасности, а не Генеральной Ассамблеей ООН, как в случае с другими подопечными территориями. В свою очередь, поскольку управляющее государство (США) имело право вето при голосовании в Совете Безопасности, стратегический характер опеки фактически ограничивал вмешательство ООН в действия США по отношению к подопечной территории в части изменения или прекращения формального статуса подопечной территории.
21 октября 1986 года из-под управления США вышли Маршалловы Острова, 3 ноября 1986 года — Чуук (ранее Трук), Яп, Косраэ, Понпеи (ранее Понапе), образовавшие Федеративные Штаты Микронезии, и в тот же день — Марианские острова. Формально период опеки Чуук, Яп, Косраэ, Понпеи, Марианских островов и Маршалловых островов закончился 22 декабря 1990 года после решения ООН. 25 мая 1994 года была прекращена опека Палау, после достижения договорённостей между США и Палау, по которым Палау 1 октября 1994 года становилась независимым государством. Таким образом, на бывшей Подопечной территории Тихоокеанские острова в настоящее время расположены:
1. Республика Маршалловы Острова;
2. Федеративные Штаты Микронезии;
3. Республика Палау;
4. Содружество Северных Марианских островов.

Первые три являются независимыми государствами, находящимися в свободной ассоциации с США, что означает полную самоуправляемость, кроме вопросов обороны, которая находится в ведении США, при этом США осуществляют финансирование экономик этих государств. Содружество Северных Марианских Островов является зависимой территорией в содружестве с США, а его жители являются гражданами США.